# Även en lönnmördare behöver en träff ibland
Även en lönnmördare behöver en träff ibland (originaltitel: Grosse Pointe Blank), är en amerikansk komedi med actioninslag från 1997 med George Armitage som regissör och med John Cusack och Minnie Driver i huvudrollerna. Filmen, vars musik skrivits av Joe Strummer, handlar om lönnmördaren Martin Blank som återvänder till sin lilla hemstad Grosse Pointe utanför Detroit för en återträffsfest för dem som slutade highschool för 10 år sedan.

## Handling
Martin Blank (John Cusack) är en professionell mördare och prickskytt som börjat utveckla ett samvete och går i terapi hos en psykolog (Arkin). Han skickas på ett uppdrag till den lilla Detroitförort, Grosse Pointe, som han råkar vara uppväxt i. Av en slump råkar de f.d. eleverna på hans highschool anordna en 10-årsträff just då, ett reunion party. En konfrontation med den flickvän han lämnade för tio år sedan, Debi Newberry (Minnie Driver), är oundviklig. Hon driver en radiostation som inriktat sig på musik från slutet av 1970-talet och början av 1980-talet – punk, brittisk ska och rocksteady (2 tone, reggae och new wave.
Efter sig har Blank två federala agenter som vill ta honom på bar gärning. Dessutom har en sociopat till kollega (Dan Aykroyd) av ljusskygga klienter fått uppdraget att mörda Blank p.g.a. att denne med sin växande olust inför sitt arbete missat sina senaste uppdrag. Blank tvingas ta itu med såväl sitt förflutna och de akuta hoten i nuet.
År 2000 röstade Total Film Magazines läsare fram filmen till plats 21 av världens bästa komedier genom tiderna.

## Rollista
- John Cusack - Martin Q. Blank
- Minnie Driver - Debi Newberry
- Dan Aykroyd - Grocer
- Alan Arkin - Dr. Oatman
- Jeremy Piven - Paul Spericki
- Joan Cusack - Marcella
- Hank Azaria - Steven Lardner
- K. Todd Freeman - Kenneth McCullers
- Benny Urquidez - Felix LaPoubelle
- Carlos Jacott - Ken
- Mitchell Ryan - Mr. Bart Newberry, Debi's father
- Jenna Elfman - Tanya, the alum in the neck brace
- Steve Pink - Terry Rostand, the security guard
- Michael Cudlitz - Bob Destepello
- Ann Cusack - Amy, the drunk alum who says hi to Martin and Debi in the restaurant
- Screenwriter D.V. DeVincentis - Dan Koretzky
- Barbara Harris - Mary Blank
- Belita Moreno - Mrs. Kinetta
- K.K. Dodds - Tracy
- Bill Cusack - Waiter

## Musik i filmen
Musiken i filmen förstärker bilden av någon som under 1990-talet återvänder till tidigt 80-tal. Ledmotivet har skrivits av Clash-medlemmen Joe Strummer och dessutom hörs två Clash-låtar från cirka 1980 i filmen. Förutom The Clash hörs musik som representerar den flora av olika musikstilar som var typiska för slutet av 1970-talet och början av 1980-talet – punk, ska, reggae, new wave, synth, m.m. De samlade låtarna från filmen har getts ut som två album med artister som Toots and the Maytals, Nena, A-ha, Guns N' Roses, Pixies, Faith No More, Specials, David Bowie, Echo and the Bunnymen med flera.
Två låtar äremellertid nyare: "El Matador" med gruppen Los Fabulosos Cadillacs (1993) och Guns N' Roses version (1991) av Paul McCartneys "Live and Let Die". Ursprungligen var tanken att låtar från filmen skulle ges ut på ett soundtrack-album, men detta sålde så pass bra att även ett andra album med 13 låtar släpptes.

### Soundtrack från Grosse Pointe Blank, volym 1
1. "Blister in the Sun" (Violent Femmes) – 2:08
2. "Rudie Can't Fail" (The Clash) – 3:31
3. "Mirror in the Bathroom" (English Beat) – 3:09
4. "Under Pressure" (David Bowie och Queen) – 4:03
5. "I Can See Clearly Now" (Johnny Nash) – 2:46
6. "Live and Let Die" (Guns N' Roses) – 3:02
7. "We Care a Lot" (Faith No More) – 4:03
8. "Pressure Drop" (The Specials) – 4:18
9. "Absolute Beginners" (The Jam) – 2:50
10. "Armagideon Time" (The Clash) – 3:53
11. "El Matador" (Los Fabulosos Cadillacs) – 4:34
12. "Let My Love Open the Door (E. Cola Mix)" (Pete Townshend) – 4:58
13. "Blister 2000" (Violent Femmes) – 2:58

### Soundtrack från Grosse Pointe Blank, volym 2
1. "A Message to You, Rudy" (The Specials) – 2:53
2. "Cities in Dust" (Siouxsie & the Banshees) – 3:49
3. "The Killing Moon" (Echo & the Bunnymen) – 5:44
4. "Monkey Gone to Heaven" (Pixies) – 2:56
5. "Lorca's Novena" (The Pogues) – 4:35
6. "Go!" (Tones on Tail) – 2:32
7. "Let it Whip" (Dazz Band) – 4:24
8. "The Dominatrix Sleeps Tonight" (Dominatrix) – 3:40
9. "War Cry" (Joe Strummer) – 5:58
10. "White Lines (Don't Don't Do It)" (Grandmaster Flash & Melle Mel) – 7:24
11. "Take on Me" (a-ha) – 3:46
12. "You're Wondering Now" (The Specials) – 2:37
13. "99 Luftballons" (Nena) -3:52